# Sam Dekker
Sam Thomas Dekker (Sheboygan, 6 de maio de 1994) é um jogador de basquetebol profissional norte-americano que atualmente joga pelo Türk Telekom  na Liga Turca de Basquetebol (BSL).

## Carreira

### Houston Rockets (2015–2017)
Dekker foi selecionado na primeira rodada do Draft da NBA de 2015 pelo Houston Rockets como a 18ª escolha geral. Em 7 de julho, ele assinou seu contrato com os Rockets, mas perdeu toda a Summer League de 2015 devido a uma lesão nas costas. Ele atuou em todos os oito jogos de pré-temporada da equipe, mas só jogou em apenas três dos onze primeiros jogos na temporada regular. Em 18 de novembro de 2015, ele foi descartado por três meses após ser constatada a necessidade de realização de uma cirurgia em suas costas. Em 19 de fevereiro de 2016, ele foi enviado para o Rio Grande Valley Vipers, afiliado aos Rockets na D-League, para poder se recuperar. Ele foi chamado pelos Rockets em 22 de fevereiro. Após isso, foi enviado aos Vipers mais duas vezes.
Em 14 de dezembro de 2016, Dekker fez sua pontuação mais alta na carreira até então, marcando 19 pontos em uma vitória por 132–98 sobre o Sacramento Kings. Em 21 de janeiro de 2017, fez sua primeira partida como titular e bateu sua pontuação mais alta na carreira, marcando 30 pontos em uma vitória por 119–95 sobre o Memphis Grizzlies.
No dia 28 de Junho de 2017, foi anunciado como a mais nova contratação do Los Angeles Clippers, junto com seus companheiros do Houston Lou Willians e Patrick Beverley e mais a pick do 1° Round do draft de 2018 do Houston Rockets, pelo astro Chris Paul.

## Carreira na seleção nacional
No verão de 2012, Dekker estava na equipe dos Estados Unidos que derrotou o Brasil na disputa da medalha de ouro na Copa Américas Sub-18, mas seu jogo foi interrompido devido a lesão.

## Estatísticas na NBA

### Temporada regular
| Ano      | Equipe  | PJ | PT | MPJ  | AP   | 3P   | LL   | RT  | AS  | BR | TO | PPJ |
| -------- | ------- | -- | -- | ---- | ---- | ---- | ---- | --- | --- | -- | -- | --- |
| 2015–16  | Houston | 3  | 0  | 2.0  | .000 | .000 | .000 | .3  | .0  | .3 | .0 | .0  |
| 2016–17  | Houston | 77 | 2  | 18.4 | .473 | .321 | .559 | 3.7 | 1.0 | .5 | .3 | 6.5 |
| Carreira |         | 80 | 2  | 17.8 | .473 | .321 | .559 | 3.6 | 1.0 | .5 | .3 | 6.3 |